# 조지 맥도널드

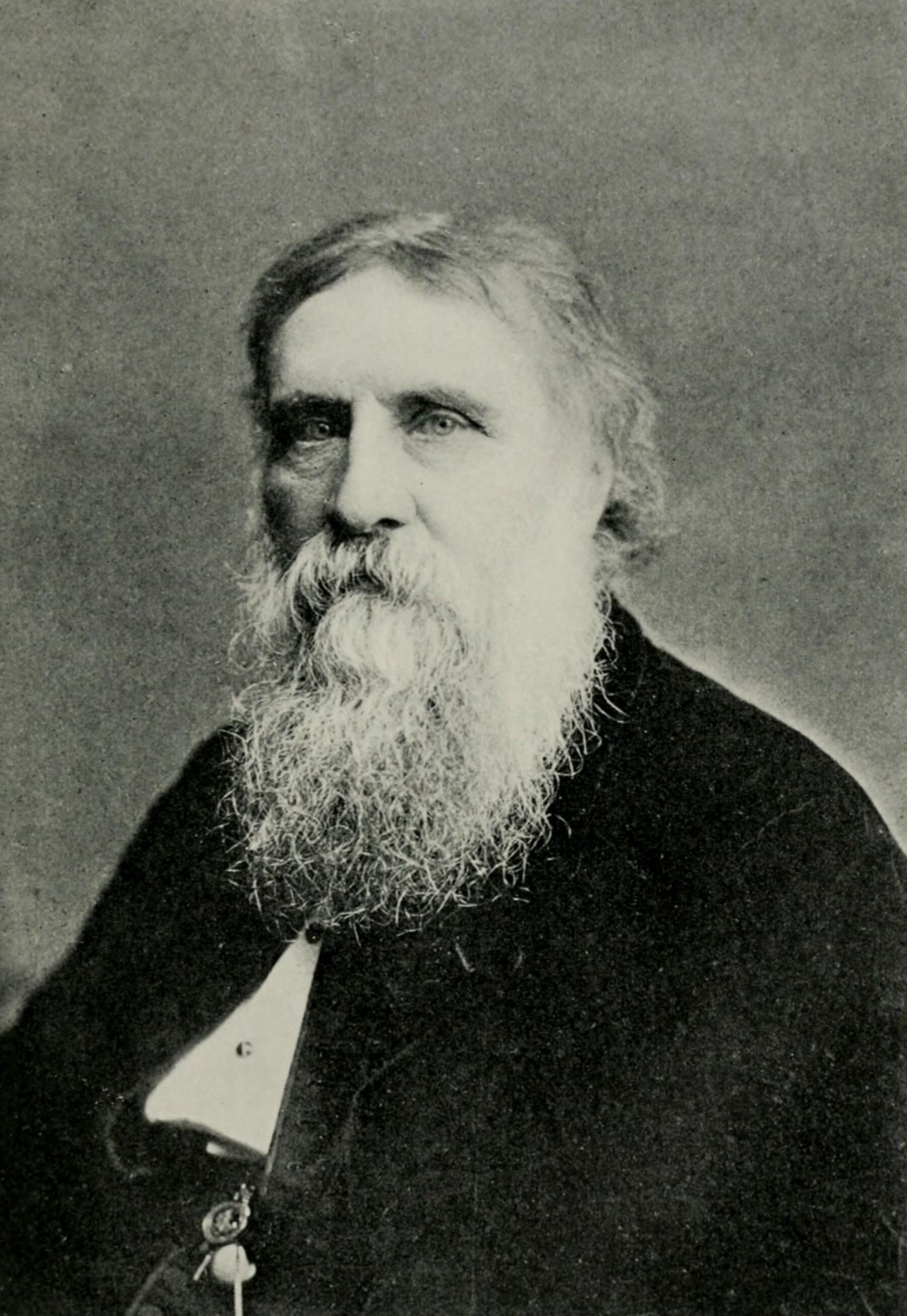

조지 맥도널드(영어: George MacDonald, 1824년 12월 10일 ~ 1905년 9월 18일)는 스코틀랜드의 작가이다.

## 생애
조지 맥도널드는 1824년 12월 10일에 스코틀랜드 애버딘 주 헌틀리에서 태어났다. 맥도널드는 유난히 글을 읽을수 있는 환경에서 자랐다.

## 작품
- 《공주와 고블린》 (1872)
- 《북풍의 뒤에서》 (1871)

## 같이 보기
- 기독교적 실존주의